# داء ديجيرين-سوتاس
داء ديجيرين-سوتاس، ويعرف أيضاً باسم "متلازمة ديجيرين-سوتاس" أو اعتلال ديجيرين-سوتاس العصبي هو اعتلال عصبي ضخامي خلالي طفولي و" "اختلال عصبي بصلي" (و"محرك وراثي واعتلال الأعصاب الحسية من النوع الثالث" ومرض شاركو-ماري-توث النوع الثالث، هو اضطراب عصبي وراثي يتميّز بضرر العصب ما ينتج عنه هزال عضلي بالتدريج. يحدث هذا الاعتلال بسبب طفرة في جينات مختلفة وليس له علاج معروف.
سمي هذا الاضطراب نسبةً لطبيبي الأعصاب الفرنسيين جوزيف جول ديجيرين وجول سوتاس اللذين وصفاه للمرة الأولى.

## العلامات والأعراض
يحدث بدايةً في الطفولة أو الطفولة المبكرة، عادةً قبل سنّ الثلاث سنوات. تقدّم المرض يكون بطيئاً حتى سنوات المراهقة عندها يبدأ بالتسارع، ويؤدي إلى العجز الشديد.
تكون الأعراض أكثر حدّة وسرعةً في التقدم أكثر من أعراض مرض شاركو-ماري-توث الأخرى الشائعة. بعض المرضى قد لا يمشون مطلقاً ويستخدمون الكراسي المتحركة في نهاية عقدهم الأول، في حين قد لا يحتاج آخرون إلا إلى عصا أو وسيلة داعمة خلال حياتهم.
يتميّز مرض ديجيرين-سوتاس بضعف يتراوح بين المعتدل الحاد إلى الضعف الشديد وفقدان الإحساس في أسفل الساقين والساعدين والقدمين واليدين.
قد يحدث فقد في كتلة العضلات ونمطها بتطوّر المرض. ومن الأعراض الأخرى حدوق ألم في الأطراف وتقوّس العمود الفقري واالأيدي المخلبية وتشوهات القدم، والرنح وأريفليكسيا طرفية وبطء اكتساب المهارات الحركية في الطفولة. يمكن أن تشمل الأعراض الأقل شيوعاً الحد من حركات العين ومشاكل أخرى في العين مثل الرأرأة وتفاوت الحدقتين وأيضاً ضعف السمع.

## الأسباب
ينتج اعتلال ديجيرين-سوتاس العصبي عن خلل جيني إما في البروتينات الموجودة في المحور العصبي أو البروتينات الموجودة في الميالين. على وجه التحديد، يرتبط بطفرات في ببروتين الميالين صفر MPZ PMP22, جين PRX ، وجيناتEGR2. يتم تورث هذا الاضطراب بطريقة السيادة الوراثية .

## التشخيص
في التصوير الطبي، تظهر أعصاب الأطراف (والأعصاب القحفية في بعض الحالات) متضخّمة بسبب
```
تضخم خلايا
 النسيج الضامّ، فتظهر الأعصاب بارزةً بشكل البصلة. كما تنخفض درجة اهتياجية العصب وسرعة التوصيل العصبي.
```

## وصلات خارجية
تصنيف:اضطرابات التخلق العصبي